# Ptarmica ledebourii
Ptarmica ledebourii là một loài thực vật có hoa trong họ Cúc. Loài này được (Heimerl) Klokov & Krytzka miêu tả khoa học đầu tiên năm 1984.